# Montigny-sur-Meuse
Montigny-sur-Meuse település Franciaországban, Ardennes megyében. Lakosainak száma 77 fő (2022. január 1.). Montigny-sur-Meuse Fépin, Haybes, Vireux-Molhain és Vireux-Wallerand községekkel határos.

## Népesség
A település népességének változása:
| Lakosok száma | 130  | 99   | 104  | 76   | 87   | 80   | 80   | 81   | 80   | 77   |
|               | 1968 | 1982 | 1990 | 2006 | 2013 | 2015 | 2017 | 2019 | 2020 | 2022 |